# Alain Cavalier
Pour les articles homonymes, voir Fraisse.
Alain Fraissé, dit Alain Cavalier, est un réalisateur français, né le 14 septembre 1931 à Vendôme (Loir-et-Cher).

## Biographie

### Origines
Son père, socialiste avant la Seconde Guerre mondiale, devient antisémite et anticommuniste après la défaite de 1940, alors que le jeune Alain considère les résistants comme ses héros.
Il passe sept ans en pensionnat, expérience qui l'influence durablement puisque, comme il l'a raconté, « on mène une vie collective. Impossible de planquer un carnet. On est dans la compétition, la rigolade, l'amitié, dans l’impossibilité terrible de la solitude ».

### Carrière
Après des études d'histoire, Alain Cavalier entre à l'IDHEC, puis devient assistant de Louis Malle (Ascenseur pour l'échafaud, Les Amants).
Il débute dans la réalisation avec le court-métrage Un Américain (1958). Puis il se fait connaître avec deux longs-métrages politiques, subtils et rigoureux, qui lui attirent les foudres de la censure : Le Combat dans l'île (1961) et L'Insoumis (1964), tous deux traitant plus ou moins directement de la guerre d'Algérie. Malgré la présence de comédiens connus dans ses films (Romy Schneider, Jean-Louis Trintignant, ou encore Alain Delon), ce sont des échecs commerciaux : Alain Cavalier s'essaye alors à un cinéma plus traditionnel. Il connaît ses premiers succès avec le polar Mise à sac (1967) et, surtout, le drame bourgeois La Chamade (adapté du livre éponyme de Françoise Sagan). Mais c'est au moment où il se retrouve le plus en vue qu'il choisit de s'éloigner. Sa femme Irène Tunc meurt dans un accident de voiture en janvier 1972.
Huit ans plus tard, il revient au cinéma avec Le Plein de super (1976), road-movie coécrit avec les acteurs à partir de leurs expériences propres, puis Martin et Léa (1978), où le couple incarné à l'écran est un vrai couple dans la vie. En « documentarisant » ainsi les acteurs (professionnels ou non, en tous cas peu connus), Alain Cavalier affine progressivement sa nouvelle manière de faire des films. Réduisant ses équipes techniques, renonçant peu à peu à toute action dramatique traditionnelle, il aspire de plus en plus à filmer au plus près des êtres, ce qui va l'amener inévitablement vers le documentaire.

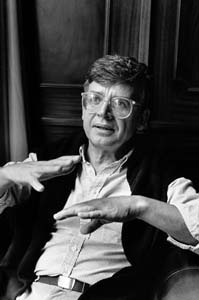
Alain Cavalier en 1986, par Erling Mandelmann.

Après Ce répondeur ne prend pas de messages (1979), inclassable performance où Cavalier met en scène sa propre intimité sentimentale, et après Un étrange voyage (1981, prix Louis-Delluc 1981), une étape capitale dans sa méthode de travail va être franchie avec Thérèse (1986). Simple et radical, le film questionne la sainteté au travers de la vie de la jeune carmélite Thérèse de Lisieux. Le film est ovationné au festival de Cannes 1986 où il reçoit le prix du jury, puis est plébiscité aux Césars l'année suivante, avec six récompenses obtenues dont celles du meilleur film, du meilleur réalisateur et du meilleur scénario.
Le réalisateur pousse plus loin encore l'épure avec Libera me (1993), film sans dialogues qui revient avec force sur les thèmes de ses premiers films (oppression et torture). Dans Le Monde, Jean-Michel Frodon écrit qu'il s'agit « non d'un film sur la résistance, mais d'un film de résistance. D'une urgence salutaire. » Parallèlement, il se lance dans une série de vingt-quatre portraits de femmes exerçant à Paris des métiers en voie de disparition (matelassière, cordonnière, coutelière, magicienne…), suite de courts-métrages qu'il présente dans son film Cavalier Express sorti en salle en novembre 2014.
À partir de 1995 et la réalisation de La Rencontre, il travaille avec de petites caméras vidéos entièrement seul.
Vies (2000) marque une nouvelle avancée. Au plus proche de l'essence artisanale de son art, Cavalier tourne désormais seul grâce à la caméra DV ; la légèreté de l'outil lui permettant enfin de filmer idéalement « au plus près de son expérience ». Il dit ne plus être un cinéaste, mais un « filmeur ».
En 2002, il mêle fiction et réalité dans René, où l'un de ses amis, comédien de 155 kilos, s'engage à perdre du poids.
En 2004 sort Le Filmeur, journal intime filmé en vidéo sur plus de dix ans et kaléidoscope méditatif sur la fuite du temps. Cavalier y apparaît comme commentateur-acteur d’une histoire qu'il vit et reconstruit en même temps. Le film est la confirmation que son cinéma est devenu l'accomplissement de son parcours intérieur.
En 2009, il tente à travers son film Irène de faire revivre son ancienne compagne Irène Tunc disparue en 1972.
En 2011, il présente avec Vincent Lindon son film Pater en compétition au festival de Cannes, où ils sont accueillis par une ovation.

### Vie privée
Il a été marié avec Irène Tunc, actrice et mannequin, élue Miss France 1954, de 1965 jusqu'à la mort de celle-ci survenue en 1972.
Il est le père de l'actrice et réalisatrice Camille de Casabianca, qu'il a eu avec Denise de Casabianca.
Il partage, depuis plus de vingt ans, la vie de Françoise Widhoff, productrice et parfois monteuse de ses films ainsi que d'autres pour la maison de production Les Films de l'Apostrophe.

## Filmographie

### Assistant réalisateur
- 1957 : Les Alchimistes, d'Édouard Molinaro, court métrage documentaire
- 1957 : Appelez le 17, d'Édouard Molinaro, court métrage documentaire
- 1958 : Ascenseur pour l'échafaud de Louis Malle
- 1958 : Les Amants de Louis Malle

### Réalisateur
- 1958 : Un Américain (court métrage)
- 1962 : Le Combat dans l'île
- 1964 : L'Insoumis
- 1967 : Mise à sac
- 1968 : La Chamade
- 1976 : Le Plein de super
- 1978 : Martin et Léa
- 1979 : Ce répondeur ne prend pas de message
- 1981 : Un étrange voyage
- 1982 : Lettre d'Alain Cavalier (court métrage)[7]
- 1986 : Thérèse
- 1987 : 24 portraits d'Alain Cavalier (1re partie)[8]
- 1991 : 24 portraits d'Alain Cavalier (2e partie)
- 1993 : Libera Me
- 1996 : La Rencontre
- 1998 : Georges de la Tour (documentaire)
- 2000 : Vies
- 2001 : René
- 2004 : Le Filmeur
- 2005 : Bonnard (moyen métrage)
- 2007 : Les Braves (documentaire)
- 2007 : Lieux saints (moyen métrage)
- 2009 : Irène
- 2009 : Sept gouttes de sommeil (moyen métrage)
- 2011 : Pater
- 2014 : Le Paradis
- 2014 : Cavalier Express, compilation de huit courts-métrages.
- 2015 : Le Caravage
- 2017 : Six portraits XL
- 2019 : Être vivant et le savoir
- 2022 : L'Amitié (documentaire)

## Distinctions

### Récompenses
- Prix Louis-Delluc 1980 pour Un étrange voyage
- Festival de Cannes 1986 : Prix du jury et mention spéciale du Prix du jury œcuménique pour Thérèse
- Prix du Syndicat Français de la Critique de Cinéma 1987 : Prix du meilleur film français pour Thérèse
- César 1987 : César du meilleur film, César du meilleur réalisateur et César du meilleur scénario original ou adaptation (avec Camille de Casabianca) pour Thérèse
- Festival de Cannes 1993 : Prix du jury œcuménique pour Libera Me
- Festival de Cannes 2005 : Prix Un certain regard de l'Intimité pour Le Filmeur
- Festival de Cannes 2006 : Prix France Culture Cinéma pour l'ensemble de son œuvre
- Quinzaine des Réalisateurs - Festival de Cannes 2007 : Carrosse d'or pour l'ensemble de son œuvre
- Prix René-Clair 2007 de l'Académie française pour l'ensemble de son œuvre cinématographique
- Prix Marguerite-Duras 2010 pour l’ensemble de son œuvre
- Prix Jean-Vigo 2019 : Vigo d'honneur

### Nominations
- Festival de Cannes 1986 : en compétition pour la Palme d'or pour Thérèse
- Festival de Cannes 1993 : en compétition pour la Palme d'or pour Libera Me
- Festival de Cannes 2011 : en compétition pour la Palme d'or pour Pater
- César 2012 : nomination au César du meilleur réalisateur et au César du meilleur film pour Pater[9]